# Bei Betrachtung von Schillers Schädel
Bei Betrachtung von Schillers Schädel ist ein Gedicht von Johann Wolfgang von Goethe aus dem Jahr 1826.

## Inhalt
Das Gedicht beginnt mit den folgenden Versen:
Im ernsten Beinhaus wars, wo ich beschaute,

Wie Schädel Schädeln angeordnet paßten;

Die alte Zeit gedacht ich, die ergraute.

Sie stehn in Reih geklemmt, die sonst sich haßten,

Und derbe Knochen, die sich tödlich schlugen,

Sie liegen kreuzweis, zahm allhier zu rasten.
Der an der Barockliteratur orientierte Gedichtanfang in vanitasnahen Reflexionen zur Vergänglichkeit des Irdischen hellt sich gegen Ende des Textes auf: Der Schädel des Genies wird „sprechend“ und vom leeren zum gefüllten Gefäß. Religiöse Andacht darf auch dem großen Künstler gelten („Geheim Gefäß! Orakelsprüche spendend, / Wie bin ich wert, dich in der Hand zu halten?“). Die beiden letzten, der „Gott-Natur“ gewidmeten Zeilen lesen sich wie ein Loblied auf die Schrift: „Wie sie das Feste läßt zu Geist verrinnen, / Wie sie das Geisterzeugte fest bewahre.“
Als Goethe dieses Gedicht schrieb, hatte er einen Totenschädel vor sich, den er für den Friedrich Schillers hielt. Dies geschah allerdings nicht im Beinhaus, sondern in Goethes Haus, wo der Schädel auf einem blauen Samtkissen unter einem Glassturz lag.

## Hintergrund
Friedrich Schiller starb 1805. Sein Leichnam wurde im Kassengewölbe des Jakobskirchhofes in Weimar beigesetzt. Ende 1825 meldete die Verwaltung, das Kassengewölbe müsse dringend „zusammengeräumt“ werden, weil „fast gar kein Sarg mehr hineingestellt werden könne“. Am 13. März 1826 stiegen der Weimarer Bürgermeister Carl Leberecht Schwabe, der Oberbaudirektor Clemens Wenzeslaus Coudray, der Leihmedicus Dr. Schwabe und der Stadtschreiber und Hofadvokat Aulhorn in die Gruft. Doch dort herrschte „ein Chaos von Moder und Fäulnis“, und als die Untersuchung der Namensschilder nicht dazu führte, „Gewißheit und Wahrheit darüber zu erlangen, welches hier die irdischen Überreste Schillers seien“, wurde das Unternehmen abgebrochen.
In einer heimlichen Nachtaktion bestellte Carl Leberecht Schwabe einen Totengräber und drei Tagelöhner um Mitternacht auf den Friedhof, verpflichtete sie zu absolutem Stillschweigen und ließ sie nach den Gebeinen Schillers suchen. Diese Aktion dauerte drei Nächte, dann hatte Schwabe dreiundzwanzig Schädel beisammen, die er in einem Sack zu sich nach Hause bringen ließ. Dort zog Schwabe, der Schiller noch persönlich gekannt hatte, auch den noch lebenden Sargtischler und Schillers Diener Rudolf hinzu, um den richtigen Schädel herauszufinden, indem sie die Schädel durch Messungen mit Schillers Totenmaske, die Ludwig Klauer abgenommen hatte, verglichen. Am Ende wählte Schwabe den größten Schädel, der sich durch seine Größe und durch edle, regelmäßige Gestaltung von den anderen abhob.
Als in Weimar das Vorgehen des Bürgermeisters bekannt wurde, waren vor allem Familien, deren Angehörige im Kassengewölbe bestattet waren, empört. Doch der Großherzog und Goethe zollten Bürgermeister Schwabe „dankendste Anerkennung“.
Schwabe schlug nun als neuen Bestattungsort für Schiller einen prominenten Platz auf dem Friedhof vor:

„Welche Zierde für den von uns so sehr gepflegten Gottesacker, wenn in einem einfachen Sarkophag, mit einer nur einfachen Säule hier Schillers Schädel der Erde übergeben würde, und zwar auf dem höchsten Punkt des Gottesackers, daß jeder Fremde (…) schon aus der Ferne das Grab des geliebten Dichters erblicken und frei und ungehindert auf einen jedem zugänglichen Platz sich der Grabstätte nähern könnte!“

Diesen Platz jedoch hatte sich der Großherzog Karl August für die Fürstengruft vorbehalten. Er äußerte aber seine Ansicht „als Privatperson“,

„(…) ob es nicht am würdigsten wäre, wenn ‚Schillers Schädel‘ statt in die verhüllende und zerstörende Erde versenkt zu werden, lieber für immer auf der Bibliothek in einem besonderen, anständig eingerichteten Behältnis aufbewahrt würde.“

Denn immerhin verfüge Weimar ja auf diese Weise auch über den Schädel des Philosophen Gottfried Wilhelm Leibniz.
Unter Berufung auf den Reliquienkult der Kirche wurde Schillers Schwägerin Caroline von Wolzogen und die anderen Mitglieder der Familie überredet, „Schillers Schädel“ für die Aufbewahrung in der Bibliothek freizugeben.
Am 17. September 1826 wurde „Schillers Schädel“ in einer Feierstunde in der Fürstlichen Bibliothek im Piedestal der lebensgroßen Marmorbüste des Bildhauers Johann Heinrich Dannecker deponiert. Anlässlich dieses Festakts dichtete Goethe die Terzinen „Bei Betrachtung von Schillers Schädel“. Goethe selbst nahm allerdings nicht an der Feier teil. Bei diesem Festakt stellte August von Goethe ein Grabmal für die noch nicht geborgenen Gebeine Schillers in Aussicht.
Der Schlüssel zu „Schillers Schädel“ befand sich in den Händen von Goethe persönlich. Bereits in der Nacht vom 25. auf den 26. September 1826, der Nacht, in der er dieses Gedicht schrieb, beherbergte Goethe den Schädel im Gartenhaus seines Anwesens am Frauenplan. Gegen Ende des Jahres bewahrte Goethe den Schädel auf blauem Samt unter einem Glassturz in seinem Haus auf. Am 29. Dezember 1826 berichtete Wilhelm von Humboldt in einem Brief an seine Frau:

„Heute nachmittag habe ich bei Goethe Schillers Schädel gesehen. Goethe und ich – Riemer war noch dabei – haben lange davor gesessen, und der Anblick bewegt einen gar wunderlich. Was man lebend so groß, so teilnehmend, so in Gedanken und Empfindungen bewegt vor sich gesehen hat, das liegt nun so starr und tot wie ein steinernes Bild da. Goethe hat den Kopf in seiner Verwahrung, er zeigt ihn niemand. Ich bin der einzige, der ihn bisher gesehen, und er hat mich gebeten, es nicht zu erzählen.“

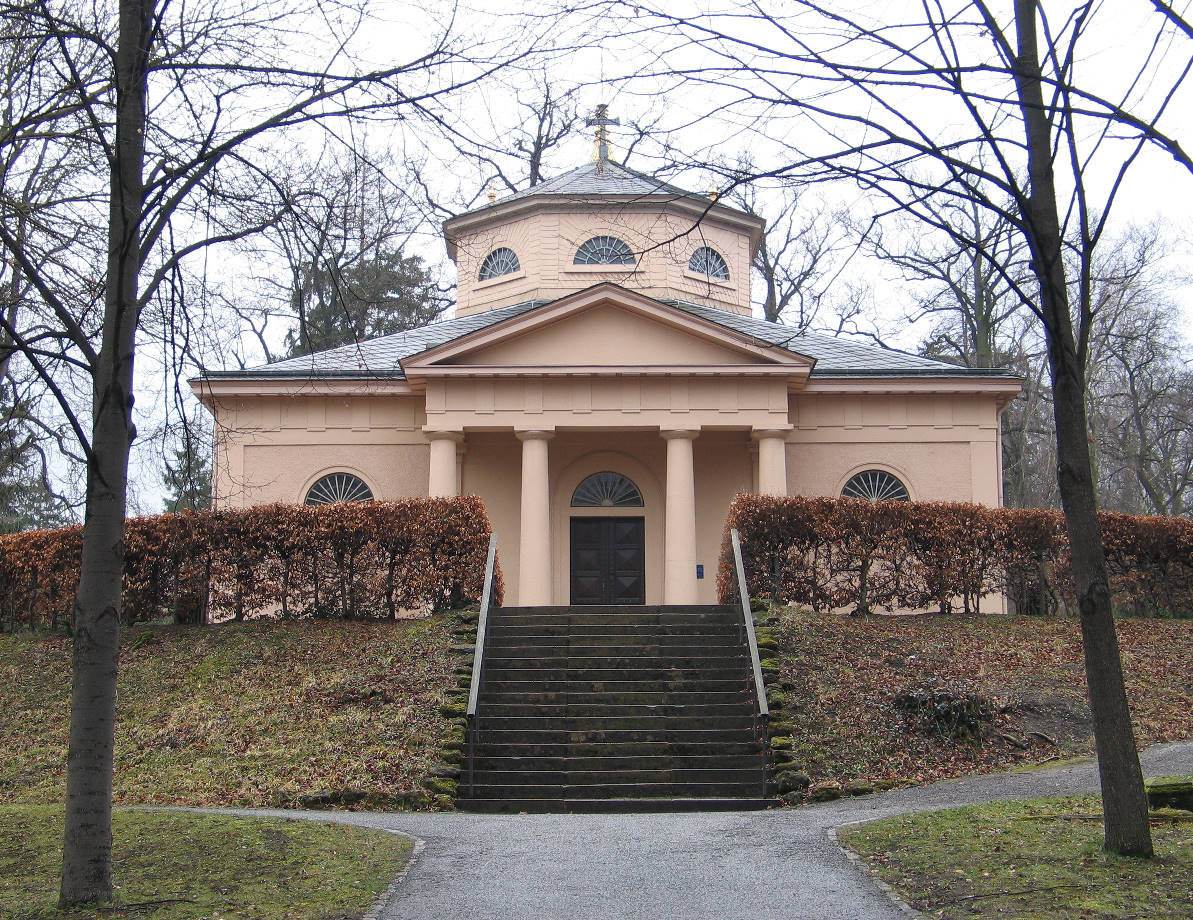
Weimarer Fürstengruft

Am 16. Dezember 1827 wurden die angeblichen sterblichen Überreste Schillers in die Fürstengruft überführt. Im Zweiten Weltkrieg wurden die Särge von Goethe und „Schiller“ in einen Jenaer Sanitätsbunker ausgelagert. Bereits am 12. Mai 1945 konnten diese zurück in die Fürstengruft gebracht werden.
Nach einer DNA-Analyse des Schädels mit dem Erbgut eines engsten Verwandten des Dichters wurde im Jahr 2008 eindeutig bewiesen, dass es sich bei dem Totenschädel in der Weimarer Fürstengruft nicht um den Schädel von Schiller handelt. Der Sachverhalt wurde von Hellmut Seemann, dem Präsidenten der Klassik Stiftung Weimar, bestätigt. Auch das Skelett stammt nicht von Schiller.